# Vipélierre et ses évolutions
Vipélierre est une espèce de Pokémon de type plante apparue pour la première fois dans Pokémon Noir et Blanc. Il s'agit du starter de type plante de la cinquième génération.

## Création

### Étymologie
Le nom de Vipélierre est un mot-valise composé des mots « vipère » et « lierre », adaptation du nom original japonais, formé des mots « lierre » (蔦, tsuta) et « serpent » (蛇, ja).

## Description
Vipélierre est un Pokémon de type Plante, il est de couleur vert et beige, possédant de membres très courts, une queue se terminant en feuille, et une allure reptilienne. Il évolue en Lianaja au niveau 17 puis en Majaspic au niveau 36.

## Apparitions

### Jeux vidéo
Vipélierre, Lianaja et Majaspic apparaissent dans la série de jeux vidéo Pokémon , dans Pokémon Noir et Blanc ou Pokémon Noir 2 et Blanc 2. D'abord en japonais, puis traduits en plusieurs autres langues, ces jeux ont été vendus à plus de 200 millions d'exemplaires à travers le monde.

### Série télévisée et films
La série télévisée Pokémon ainsi que les films sont des aventures séparées de la plupart des autres versions de Pokémon et mettent en scène Sacha en tant que personnage principal. Sacha et ses compagnons voyagent à travers le monde Pokémon en combattant d'autres dresseurs Pokémon. Dans la saison 14 épisode 7 de l'anime, Sacha en rencontre un sauvage, qui est une femelle et qui maîtrise Attraction. Après avoir rendu tous les Pokémon mâles (y compris Pikachu) de Sacha amoureux, elle se fera battre par Poichigeon puis elle se laissera capturer.